# 赫琳
赫琳，Hlin。在北歐神話中，她是女神弗麗嘉（Frigg）的侍女之一。一般皆認為這些侍女都是弗麗嘉的性格的化身。
在北歐神話的描述中，弗麗嘉有十四名侍女，其中比較主要的三名就是赫琳、芙拉（Fulla）和蓋娜（Gna）。赫娜的名字意思就是「守護者」（protector），她是守護和安慰的女神。